# لين ألين (مصارع رياضي)
لين ألين (بالإنجليزية: Len Allen) هو مصارع رياضي بريطاني، ولد في 22 مارس 1931.

## وصلات خارجية
- لين ألين على موقع قاعدة بيانات المصارعة الدولية (الإنجليزية)
- لين ألين على موقع أوليمبيديا (الإنجليزية)